# 林偉成
林 偉成（りん いせい / リン・ウェイチェン、林伟成）は、中華民国空軍の軍人。広西空軍の中心的人物である。

## 経歴
1920年末、アメリカで医学を学んでいたが、それを止めてホノルルの華僑が資金を集めてサンフランシスコに創立した飛行学校「図強飛機公司」の飛行科で飛行技術を学習。
中国に帰国後は大元帥府航空局に参加。1923年3月、航空局飛機第2隊隊長。4月に沈鴻英が反乱を起こすと、黄光鋭、黄秉衡とともに石井兵工廠へ対地攻撃を行う。1924年、広東航空学校校長に就任するが、同年10月、陳卓林と共にソ連に視察。1925年、航空局軍事処兼総務処処長。8月、陳卓林と共に2度目のソ連視察・飛行機購入に赴くこととなり、王勲ら広東航空学校1期生6名、ソ連航空軍事顧問のレミ（ダウィド・ウゲル）とともに30日広州を発し、上海経由でソ連へ向かった。ポリカルポフ R-1（英国のエアコー DH.9Aのコピー品）6機など8機の購入を取り付けた。帰国後、広東航空局局長兼広東航空学校校長。
1926年3月、航空局軍事処処長。6月、国民革命軍総司令部航空処処長。8月、航空局が航空処に縮小されると処長。北伐では北伐航空隊隊長を兼任。
武漢と南昌の攻略後の1927年1月、ソ連へ航空機と器材の購入のため陳済棠を領隊とする購機委員会に陳卓林、黄光鋭らと共に参加。しかし、7月に寧漢分裂が起こり、南京・武漢両政府が共産党を排除したため、航空機の購買交渉は白紙となった。同年冬に帰国し、翌1928年1月に広東航空処長に就任。しかし、航空機購入の際に収賄を行ったとの嫌疑で更迭される。後任には張恵長が就いた。

### 広西空軍の設立
蔣桂戦争が起こると陳卓林とともに離反し、広西省建設庁長・黄栄華の紹介で李宗仁、白崇禧、黄紹竑らの新広西派に参加。1930年（31年とも）夏、広西民用航空準備会顧問となり、同年冬、南寧で正式に立ち上がった広西民用航空管理局局長として広西空軍設立に携わる。1933年4月5日（32年冬とも）、航空管理局は南寧から柳州に移転して第四集団軍航空処に拡大され、航空処処長に就任。香港のブリティッシュ・エアウェイズ関係者と人脈があったことからイギリスから人員や機材を集め、広西空軍の発展形成に努めるが、人事問題で副処長の陳卓林と対立。陳は広東空軍に戻ってしまう。これを発端とする航空処内の動揺を林一人では抑えきれなかったことから、李宗仁と白崇禧により陳の後任には第7軍参謀長の郭風崗があてがわれた。
1934年春、広西航空学校（校長：廖磊）が設立されると副校長を兼任。1935年1月に校長となる。

### 中央空軍への帰順
1936年7月、両広事変が起こると、飛機隊隊長の寧明階と共に練習機1機で広州へ脱走し、南京国民政府に投降。同年8月、駐粤空軍第一路（指揮官：陳慶雲）参謀長。
1937年5月19日、宋美齢の推薦で中国航空公司副董事長兼総経理に就任。第二次上海事変が勃発すると、南京の輸送機を徴用して軍用の物資を輸送したため、後に免職されることになった。
1937年8月18日、空軍上校。
1938年3月、航空委員会訓練処長。
1939年5月、航空委員会訓練監（総監：沈徳燮）副監兼教育処長。
1941年4月、航空委員会軍政所（所長：黄光鋭）副所長。
後に訓練処長、教育処長、参謀長、駐インド弁事処長などを歴任した。1943年3月、北アフリカ観戦団（長：胡献群）に空軍からは黄褚彪とともに参加、カイロに赴く。1944年1月帰国。
1945年6月28日、空軍少将。
1946年6月、空軍総司令部主席諮議官。
1947年11月、空軍軍官学校からジープに乗って潜山で狩猟に行く際に交通事故に遭って死去。

## 栄典
- 三等雲麾勲章（中国語版） 1936年11月12日[34]
- 四等宝鼎勲章（中国語版） 1944年8月13日[35]
- 忠勤勲章　1945年10月10日[36]

## 参考
- 马毓福編著 (1994). 1908-1949中国军事航空. 航空工业出版社
- 盧克彰編著 (1974). 空軍建軍史話. 空軍總部政治作戰部
- “第一节人物传略*林伟成” (中国語).   上海市地方志办公室. 2017年11月7日閲覧。
- 奚紀栄、武吉雲 (2003). “抗戦前中国航空隊史略(上)”. 軍事歴史研究 (国防大学国家安全学院) 3:  108-122 2019年6月19日閲覧。.
- 时平 (1993). “桂系空军发展史略”. 軍事歴史研究 (国防大学国家安全学院) 4:  117-120 2019年6月19日閲覧。.
- 戚厚杰編『国民革命軍沿革実録』河北人民出版社、2001年。ISBN 978-7202028148。
- 中国航空工业史编修办公室 (2013). 中国近代航空工业史（1909-1949）. 航空工业出版社. ISBN 978-7516502617

| 軍職      | 軍職                                    | 軍職      |
| --------- | --------------------------------------- | --------- |
| 先代 なし | 広東航空学校校長 初代：1924.7 - 1924.10 | 次代 李糜 |
| 先代 廖磊 | 広西航空学校校長 第2代：1935.1 - 1936.7 | 次代 鐘紀 |